# Пјан Фалцарего (Белуно)
Пјан Фалцарего (итал. Pian Falzarego) је насеље у Италији у округу Белуно, региону Венето.
Према процени из 2011. у насељу је живело 1 становника. Насеље се налази на надморској висини од 1934 м.